# Dakini Ingevaldsson
Lena Margareta Dakini Ingevaldsson, född 7 november 1950 i Karlsborg, är en svensk målare.

## Biografi
Ingevaldsson examinerades vid Konstfacks måleriavdelning 1976. Separat har hon ställt ut på bland annat Galleri 39 i Arvika, Alströmergymnasiet i Alingsås, Konstfrämjandet i Örebro, Sundsbergs gård i Sunne och Nationalgalleriet i Stockholm. Hon har medverkat i samlingsutställningar på Värmlandsmontern Book Fair i Göteborg, Kristinehamns konstmuseum, Värmlands museum, Rackstadmuseet och Arvika Konsthall. 
Ingevaldsson är representerad vid bland annat Stockholms läns landsting, Örebro läns landsting, Karlstads kommun och Alingsås kommun. 